# Maria Mercè Cuartiella
Maria Mercè Cuartiella Todolí (Barcelona, 15 de agosto de 1964) es una escritora española en lengua catalana.

## Biografía
Es licenciada en filología por la Universidad de Barcelona y ha desarrollado su tarea profesional en el campo de la gestión cultural. Actualmente forma parte del equipo editorial de Brau Edicions, en Figueras.
Ha colaborado habitualmente en prensa y revistas especializadas, como por ejemplo a Encesa, donde participa desde 2013, o en Diari de Girona, donde desde 2000 hasta 2005 elaboró artículos quincenales de opinión.  También ha sido guionista y presentadora televisiva o moderadora en debates culturales. Hasta 2009 fue conductora y guionista en la cadena local Canal Nord del programa semanal de entrevistas ISBN, que analizaba la actualidad literaria en Cataluña y por donde pasaron toda una serie de autores significativos de las letras catalanas.
Ha publicado estudios varios como por ejemplo «Una aproximació en l'obra teatral», dentro de Carles Fages de Climent (1902-1968), Poètica i mítica de l'Empordà, o «10 anys amb l'Orquestra de Cambra de l'Empordà». También ha escrito cuentos cortos y ha estrenado y publicado piezas teatrales, como Enterra’m a Pequin,  ganadora del I Premio Carlota de Mena (2005) estrenada en Barcelona en 2007, y En trànsit, que fue seleccionada como representante del estado español para participar en el 2000 de Londres y que fue publicada en el número 8 de la revista Escena.
Es autora de seis novelas publicadas: de la novela Cuando las cosas van mal (premio de novela corta Ciudad de La Laguna 1999; coautora de Capitán Verne (Sirpus, 2005), junto con Joan Manuel Soldevilla. En 2012, publicó la novela Germans, gairebé bessons (Brau Edicions), galardonada con el premio Llibreter de literatura en catalán, y en 2014 publicó L'afer marsellès (Amsterdam llibres). En 2014, fue reconocida con el premio Mercè Rodoreda de cuentos y narraciones por su libro de relatos Gent que tu coneixes.

## Premios y reconocimientos
- Premio de novela corta Ciudad de La Laguna, 1999[7]
- Premio Carlota de Mena, 2005
- Premio Llibreter de narrativa, 2012[8]
- Premio Mercè Rodoreda de cuentos y narraciones, 2014[9]

## Obra

### Narrativa
- Un món sense l'Oriol Gante (2021)[10]
- La font i els dies (2020)[11]
- Flor salvatge (2018)[12]
- Gent que tu coneixes (2015)[13]
- L'afer marsellès (2014).[14]
- Germans, gairebé bessons (2012).[15]
- Capitán Verne (2005 coautora con Joan Manel Soldevilla)[16]
- Cuando las cosas van mal (1999)[17]

### Teatro
- Enterra'm a Pequín (2006)[18]